# Élie Dumas-Gontier
Élie Dumas-Gontier est un homme politique français né le 28 août 1731 à Libourne (Gironde) et décédé le 22 octobre 1801 au même lieu.
Avocat à Libourne, il est député du tiers état aux États généraux de 1789.

## Sources
- « Élie Dumas-Gontier », dans Adolphe Robert et Gaston Cougny, Dictionnaire des parlementaires français, Edgar Bourloton, 1889-1891 [détail de l’édition]